# 凱景體育會
凱景體育會（英語：Hoi King Sports Association）是一支成立於2015年的香港足球隊。2018年，凱景首次升上香港超級聯賽，是球隊首次在香港頂級聯賽作賽。然而，2018一19年球季凱景在港超聯只取得8分，聯賽包尾之下不幸降班，2019-20年球季需要返回香港甲組聯賽作賽。

## 球隊歷史

### 創始年代（2015年－2018年）
凱景體育會成立於2015年，球會名字由上市公司集團董事的會長勞景祐和教練馮凱文的名字組成，並以馮凱文教導過的拔萃男書院學生為骨幹。
2015-16年度球季，凱景獲得香港丙組聯賽參賽資格，並由前南區的助教林健勳執教，並在2015年9月6日對太陽國際的聯賽，以2–1反勝奪得首場勝利。2016年5月23日，凱景在聯賽煞科戰以0–0賽和中西區，並以較佳對賽成績壓過中西區，勇奪丙組聯賽冠軍，並且獲得升班資格。
2017年5月7日，凱景在最後一週聯賽以3–0擊敗港大晨夕天旭，並以較佳對賽成績壓過同分的天旭，奪得乙組聯賽亞軍和升班名額。
2017/18年球季，凱景錄得12勝6和12負的成績，以第8名完成甲組聯賽。

### 參與超聯（2018年至2019年）
2018年5月24日，香港足球總會召開競賽委員會會議中，確認2017–18年香港甲組聯賽冠軍港會無意升班。 小組並接納了甲組第八位的凱景升班申請，最終凱景獲得升班資格。由於只能在去季甲組取得第8名，球會是以「贊助會員」身份加入，需另交逾100萬的參賽費用。
2018年7月20日，凱景公佈了第一批加盟球員，第二批球員是主要從傑志借入的多名球員，另外亦從其他超聯及甲組球會等羅致數名球員。8月20日正式開操，主教練馮凱文公佈班費約600萬，首季目標為盡力在每場比賽取得分數並爭取護級。凱景在球會史上首場頂級聯賽賽事，以1–3作客不敵冠忠南區，入球球員為安基斯，賽事因天雨延期一週到2018年9月8日進行。9月28日，球會確認四位韓國外援加盟，包括從傑志借入具有2006年世界盃經驗的中堅金東進。2018年12月9日，凱景於球會主場深水埗運動場面對元朗以0比0逼和，拿到港超第一分。2019年1月20日，凱景於球會主場深水埗運動場面對冠忠南區憑羅拔禁區妙射得手，以1比0拿到港超首勝。
2019年4月28日，凱景未能於作客對富力R&F一仗成功搶分，球隊正式宣佈護級失敗。

### 降回甲組（2019年6月一至今）
6月份下旬，凱景主教練馮凱文帶兵入主另一港超聯球會和富大埔，讓有能力的球員繼續留在港超發展，而小部份球員則會隨球會降回甲組作賽。7月份，凱景開操並公佈新一任教練人選及球員名單。隨後，球隊簽入三位南韓外援以在甲組爭取好成績。
2020/21 球季，主教練馮凱文退出管理層並由鄧俊傑接手管理球隊，2019/20 球季效力的全部球員均告離隊，球隊只簽入陸志豪一名具有實力的球員，並簽入大量乙組虎門替補球員作為補充，亦只從其他乙丙組簽入其他球員作為骨幹，並且沒有任何外援壓陣，球隊實力因而大幅削弱，甫開季首仗即負中西區0比9，領導層覺得有問題隨即由前主教練馮凱文出山重組球隊，從韓國簽入年輕中堅金旻奎，而部份球員亦重返球隊如邱于銘、張恆等，最終排第10名完成球季。
2022/23球季，四位教練合作，包括，馮凱文，譚朗明，高俊，胡仲文，2023年7月初奪得足總盃初級組亞軍。
2023/24球季，2023年8月19日招考U16球會青年軍。
凱景宣佈三名球員離隊他投，前鋒朴叡俊(Park Ye-Jun)、上後衛柳志成(Ryu Ji-Seong)轉投東方，以及守門員陳嘉昊轉投晉鋒。

## 榮譽
| 榮譽                        | 次數        | 年度        |
| 本 土 聯 賽                 | 本 土 聯 賽 | 本 土 聯 賽 |
| --------------------------- | ----------- | ----------- |
| 香港乙組聯賽（第三級） 亞軍 | 1           | 2016–17     |
| 香港丙組聯賽（第四級） 冠軍 | 1           | 2015–16     |

## 球會文化

### 球會媒介
球會設有官方facebook、instagram，並於2018年10月推出會歌《理想主義》，並有贊助商旗下女藝人加入打氣團聲援。
(只限2018年-2019年港超期間)

### 球迷會
球迷會命名為「凱景View」，設有官方facebook以轉載球會新聞和相片。
(只限2018年-2019年港超期間)

## 人員名單
| 位 置         | 名 稱 及 國 籍 |
| ------------- | -------------- |
| 管 理 層      |                |
| 名譽會長:     | 黃浩文         |
| 名譽會長:     | 温文灝         |
| 會長:         | 勞景祐         |
| 會長:         | 伍顯縉         |
| 秘書:         | 董浩然         |
| 教 練 團      |                |
| 主教練:       | 馮凱文         |
| 助教:         | 譚朗明         |
| 助教:         | 董浩然         |
| 守門員教練:   | 董浩然         |
| 青年軍教練:   | 高俊           |
| 女子隊主教練: | 馮凱文         |

### 球員名單(2020年一2021年球季)
| 號碼   | 國籍   | 球員名字                    | 出生日期       | 加盟年份 | 前效力球會         | 球員註冊身份 | 備註   |
| 守門員 | 守門員 | 守門員                      | 守門員         | 守門員   | 守門員             | 守門員       | 守門員 |
| ------ | ------ | --------------------------- | -------------- | -------- | ------------------ | ------------ | ------ |
| 1      | 香港   | 陳仕佳（Chan Shi Kai）      |                | 2020年   | 離島               |              | 新加盟 |
| 66     | 香港   | 陳栢禧（Chan Pak Hei）      |                | 2020年   | 離島               |              | 新加盟 |
| 後衛   |        |                             |                |          |                    |              |        |
| 2      | 香港   | 范家朗（Fan Ka Long）       | 1993年10月8日  | 2020年   | 虎門               |              | 新加盟 |
| 3      | 香港   | 鄧俊傑（Tang Chun Kit）     | 1981年7月9日   | 2020年   | 虎門               |              | 新加盟 |
| 4      | 香港   | 馮冠鳴（Fung Kwun Ming）    | 1996年8月2日   | 2020年   | 和富大埔           |              | 新加盟 |
| 5      | 香港   | 廖文軒（Liu Man Hin）       | 1991年9月25日  | 2020年   | 虎門               |              | 新加盟 |
| 14     | 香港   | 姜詠曠（keung Wing kwong）  | 1993年1月27日  | 2020年   | 東區               |              | 新加盟 |
| 16     | 香港   | 何梓臻（Ho Tsz Chun）       |                | 2020年   | 虎門               |              | 新加盟 |
| 17     | 香港   | 盧康銘（Lo Hong Ming）      | 1994年12月18日 | 2020年   | 永高               |              | 新加盟 |
| 23     | 香港   | 胡博文（Wu Pok Man）        |                | 2020年   | 虎門               |              | 新加盟 |
| 25     | 香港   | 曹煒麟 （Tso Wai Lun）      |                | 2020年   | 虎門               |              | 新加盟 |
| 26     | 香港   | 彭梓為 （Pang Chi Wai)      |                | 2020年   | 油尖旺             |              | 新加盟 |
| -      | 香港   | 高承殷( Ko Shing Yan Perry) | 1998年6月1日   | 2021年   | 國強               |              | 新加盟 |
| 中場   |        |                             |                |          |                    |              |        |
| 6      | 香港   | 鄭嘉銘（Cheng Ka Ming）     | 1993年8月24日  | 2020年   | 公民               |              | 新加盟 |
| 7      | 香港   | 鍾嘉源（Chung Ka Yuen）     |                | 2020年   | 離島               |              | 新加盟 |
| 8      | 香港   | 劉樹軒（Lau Shu Hin）       |                | 2020年   | 晉峰               |              | 新加盟 |
| 10     | 香港   | 陸志豪（Luk Chi Ho）        | 1986年8月22日  | 2020年   | 和富大埔           |              | 新加盟 |
| 11     | 香港   | 陳柏熹（Chan Pak Hei）      | 1997年3月26日  | 2020年   | 弗雷斯諾太平洋大學 |              | 新加盟 |
| 12     | 香港   | 何卓恆（Ho Chuck Hang）     | 1997年5月17日  | 2020年   | 公民               |              | 新加盟 |
| 13     | 香港   | 余子傑（Yue Tsz kit）       | 1990年2月1日   | 2020年   | 虎門               |              | 新加盟 |
| 20     | 香港   | 陳國培（Chan Kwok Pui）     |                | 2020年   | 龍門               |              | 新加盟 |
| 24     | 香港   | 黎博熙（Lai Pok Hei）       |                | 2020年   | 離島               |              | 新加盟 |
| 前鋒   |        |                             |                |          |                    |              |        |
| 9      | 香港   | 何誠淵（Ho Shing Yuen）     |                | 2020年   | 傑志               |              | 新加盟 |
| 15     | 香港   | 李家樂（Lee Ka Lok）        |                | 2020年   | 灣仔               |              | 新加盟 |
| 18     | 香港   | 林俊雄（Lam Chun Hung）     |                | 2020年   | 斯巴達亞洲         |              | 新加盟 |
| 19     | 香港   | 鄧汝軒（Tang Yu Hin）       |                | 2020年   | 油尖旺             |              | 新加盟 |
| 21     | 香港   | 勞浚軒（Lo Tsun Hin）       |                | 2020年   | 花花               |              | 新加盟 |
| 22     | 香港   | 譚湋錤（Tam Wai ki）        |                | 2020年   | 凱景               |              | 新加盟 |

### 離隊球員及管理層及職員（2019/20）
| 國籍                       | 球員名字                   | 位置                       | 出生日期                   | 加盟球會                   |
| 夏季轉會窗                 | 夏季轉會窗                 | 夏季轉會窗                 | 夏季轉會窗                 | 夏季轉會窗                 |
| 非轉會窗時期(夏季轉會窗前) | 非轉會窗時期(夏季轉會窗前) | 非轉會窗時期(夏季轉會窗前) | 非轉會窗時期(夏季轉會窗前) | 非轉會窗時期(夏季轉會窗前) |
| 冬季轉會窗                 | 冬季轉會窗                 | 冬季轉會窗                 | 冬季轉會窗                 | 冬季轉會窗                 |
| 非轉會窗時期(冬季轉會窗後) | 非轉會窗時期(冬季轉會窗後) | 非轉會窗時期(冬季轉會窗後) | 非轉會窗時期(冬季轉會窗後) | 非轉會窗時期(冬季轉會窗後) |
| -------------------------- | -------------------------- | -------------------------- | -------------------------- | -------------------------- |

## 歷任職球員名單

### 主教練
- 馮凱文 （2015年一2020年8月，2021年3月一）
- 鄧俊傑 （2020年9月一2020年12月）

### 隊長
- 杜瑋鴻 （2018年一2019年6月）

### 副隊長
- 陸平中 （2018年一2019年6月）

### 本地球員
| 許嘉樂 | 陸平中 | 孫銘謙 | 杜瑋鴻 |

### 外援球員
| 保羅   | 域陀 | 羅拔 | 金東進 | 徐相民 | 金珍曙 | 金玟基 |
| 裴贊洙 |      |      |        |        |        |        |

## 五人足球隊
凱景現正於香港五人足球聯賽甲組參賽。
球員名單：
| 號碼     | 國籍   | 球員名字                   | 出生日期      | 加盟年份 | 前效力球會         | 球員註冊身份 | 備註   |
| 守門員   | 守門員 | 守門員                     | 守門員        | 守門員   | 守門員             | 守門員       | 守門員 |
| -------- | ------ | -------------------------- | ------------- | -------- | ------------------ | ------------ | ------ |
| 1        | 香港   | 陳仕佳（Chan Shi Kai）     |               | 2020年   | 離島               |              | 新加盟 |
| 66       | 香港   | 陳栢禧（Chan Pak Hei）     |               | 2020年   | 離島               |              | 新加盟 |
| 場區球員 |        |                            |               |          |                    |              |        |
| 2        | 香港   | 范家朗（Fan Ka Long）      | 1993年10月8日 | 2020年   | 虎門               |              | 新加盟 |
| 5        | 香港   | 廖文軒（Liu Man Hin）      | 1991年9月25日 | 2020年   | 虎門               |              | 新加盟 |
| 9        | 香港   | 何誠淵（Ho Shing Yuen）    |               | 2020年   | 自由身             |              | 新加盟 |
| 10       | 香港   | 陸志豪（Luk Chi Ho）       | 1986年8月22日 | 2020年   | 和富大埔           |              | 新加盟 |
| 11       | 香港   | 陳柏熹（Chan Pak Hei）     | 1997年3月26日 | 2020年   | 弗雷斯諾太平洋大學 |              | 新加盟 |
| 12       | 香港   | 何卓恆（Ho Chuck Hang）    | 1997年5月17日 | 2020年   | 公民               |              | 新加盟 |
| 13       | 香港   | 余子傑（Yue Tsz kit）      | 1990年2月1日  | 2020年   | 虎門               |              | 新加盟 |
| 14       | 香港   | 姜詠曠（keung Wing kwong） | 1993年1月27日 | 2020年   | 東區               |              | 新加盟 |
| 19       | 香港   | 劉樹軒（Lau Shu Hin）      |               | 2020年   | 晉峰               |              | 新加盟 |

## 外部連結
- 凱景體育會的Facebook專頁
- 凱景體育會的Instagram帳戶
- 香港足球總會網頁球會註冊資料（页面存档备份，存于）